# Rhizothrix tenella
Rhizothrix tenella är en kräftdjursart som först beskrevs av C. B. Wilson 1932.  Rhizothrix tenella ingår i släktet Rhizothrix och familjen Rhizothricidae. Inga underarter finns listade i Catalogue of Life.